# Nesolestes rubristigma
Nesolestes rubristigma là loài chuồn chuồn trong họ Argiolestidae. Loài này được Martin mô tả khoa học đầu tiên năm 1903.